# Tachina florum
Tachina florum là một loài ruồi trong họ Tachinidae.